# DTMB
DTMB (Digital Terrestrial Multimedia Broadcast) は、中華人民共和国を中心に採用されている、固定およびモバイル端末の為の無線デジタルテレビジョン標準。当初、この規格は DMB-T/H (Digital Multimedia Broadcast-Terrastrial/Handheld) などと呼ばれていたが、公式名称はDTMB。

## 概要
DTMBは、Academy of Broadcasting Science in 2002 で提案された ADTB-T（上海・上海交通大学が開発）、DMB-T（北京・清華大学による開発）、TiMi (Terrestrial Interactive Multiservice Infrastructure) による標準をマージしたものである。
当初、上海交通大学と清華大学のどちらも、彼ら自身の技術を唯一の標準とする為の政治的な力が十分になく、後方互換の必要性に答える為に二つの標準を加えることを最終決定とし、theTIMI 3 標準に併合した。
DTMBは2004年に作成され、2006年8月18日に中国政府の公式な地上デジタルテレビ放送規格として発布された。

### 中国国内での状況
- 2005年 - 試験開始 [2]
- 2006年8月18日 - 地上デジタルテレビ標準を正式採用[2]
- 2008年 地上デジタル放送を開始[2]
- 2020年12月31日 - 地上アナログ放送停波[3]

### 香港特別自治区内での状況
- 2006年8月18日 - 地上デジタルテレビ標準を正式採用[2]
- 2007年12月31日 - 地上デジタル放送を開始[2]
- 2020年11月30日 - 地上アナログ放送停波[2][4]

### マカオ特別自治区内での状況
- 2006年8月18日 - 地上デジタルテレビ標準を正式採用[2]

## DTMB を採用する国家と領地

DTT放送システムの分布。DTMBが採用されている国と地域は赤で示されている。

- 中国
  -  香港
  -  マカオ
- パキスタン
- ラオス
- カンボジア
- 東ティモール（試験中）
- キューバ[5]
- コモロ

## 詳細
従来のテレビの基本機能に加えて、DTMBでは新しい放送システムを利用した新しいサービスを追加できる。また、屋内外問わず、固定されたテレビとモバイル端末等での受信に対応する。
- 移動体受信: 標準デジタルテレビ放送(SD)、デジタル音声放送、マルチメディア放送と、データ放送サービスと互換性がある。
- 固定受信: 前述のサービスに加えて、高精細度デジタルテレビ放送(HDTV)にも対応する。

### 変調方式
変調方式として、シングルキャリアとマルチキャリアの両方式に対応する。
DTMB規格では、高速な同期と正確なチャネル推定のためにガードインターバルとして擬似ランダム雑音(PN)を挿入するようにし、誤り訂正には低密度パリティ検査符号(LDPC)を採用、またSD・HD・マルチメディアを組み合わせた放送のために時間領域同期直交周波数分割多重方式(TDS-OFDM)を導入するなど、性能向上のため先進的な技術を取り入れている。
単一周波数ネットワーク(en:Single-frequency network, SFN)とマルチ周波数ネットワーク(en:Multi-frequency network, MFN)の組みあわせにも対応し、柔軟な放送サービスが可能である。サービスの種類とネットワークの環境に合わせて、モードとパラメータが選択できる。
擬似ランダム雑音のシーケンスは時間領域で定義されものであり、離散フーリエ変換 (DFT) の情報は周波数領域で定義されるものである。これら2つのフレームが時間領域において多重化されているのが、「時間領域同期 (TDS)」の特徴である。

### 機能面
送信時の、エンコードから変調までのプロセスは次のような構成になっている。
データはエンコーダ、FEC(前方誤り訂正)プロセス、コンステレーションマッピングプロセス、インターリーブプロセスを通過し、データブロックにまとめられる。次に、データブロックとTPS(transmission parameter signaling)情報は多重化され、データプロセッサによってボディとなるデータが形成される。さらにボディ側とヘッド側の情報を組みあわせてデータフレームを形成し、SRRC(Square Root Raised Cosine)フィルタでチャネルバンド幅 8 MHz の信号にする。最後に、放送に利用する周波数帯の電波に載せるために変調する。

### 特徴
- ビットレート: 4.813 Mbit/s から 32.486 Mbit/s
- SD, HD, マルチメディアの複合サービス
- 柔軟性のあるサービス
- 時間・周波数領域におけるデータ処理
- 6-15チャンネルSDと、1または2チャンネルHDの範囲での放送
- 有線放送と同等品質の受信